# Fritz Wotruba
Fritz Wotruba (Vienna, 23 aprile 1907 – Vienna, 28 agosto 1975) è stato uno scultore e pittore austriaco di origine ceco-ungherese. 

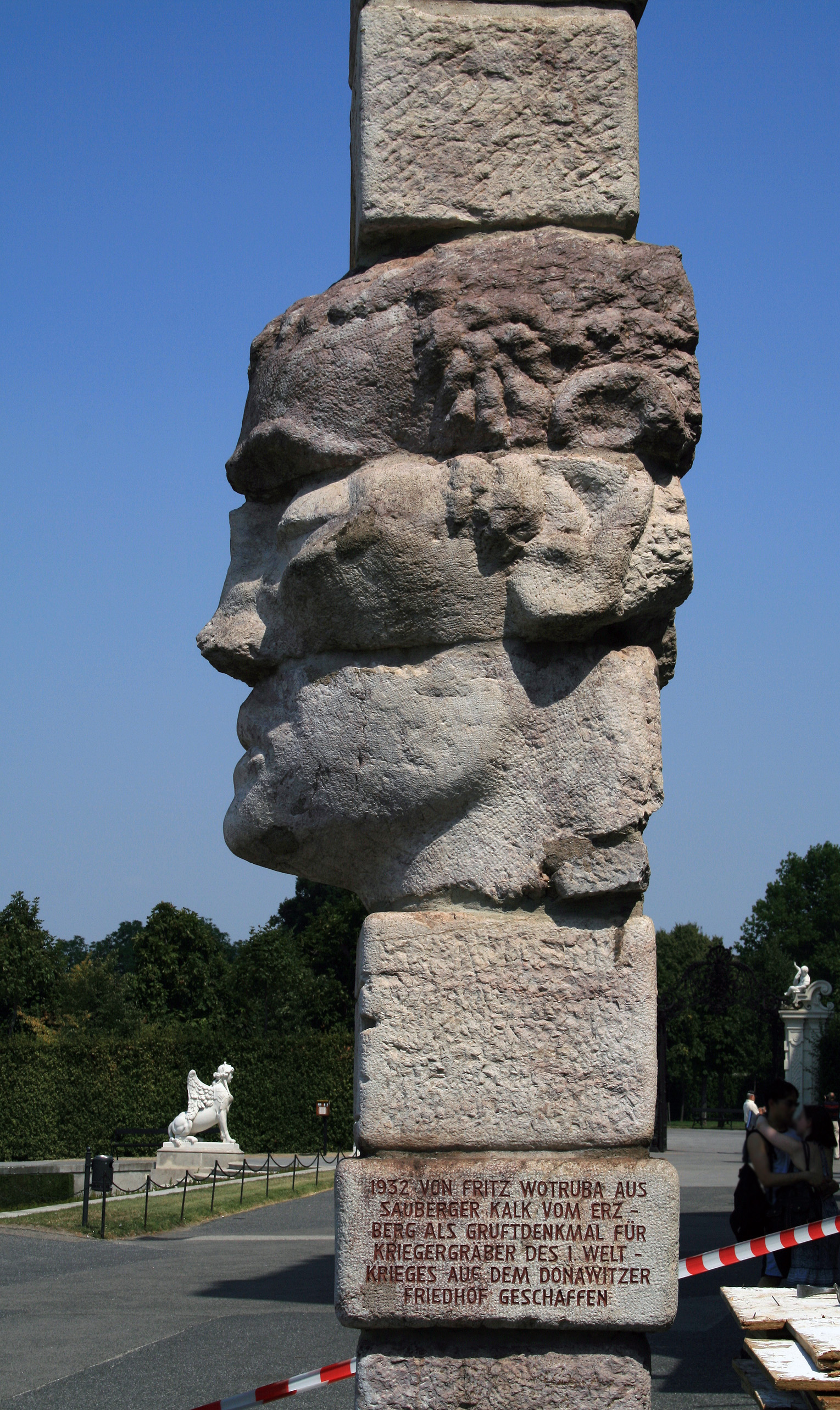
Fritz Wotruba, Mensch, verdamme den Krieg (Uomo, maledici la guerra, 1932), memoriale per le vittime della prima guerra mondiale (Belvedere, Vienna)

È considerato uno tra i più importanti scultori austriaci del XX secolo. La sua opera è caratterizzata dall'abbandono di ogni componente figurativa a favore dell'astrazione pura attraverso le forme geometriche solide di base.
Durante gli anni trenta Wotruba ebbe modo di conoscere intellettuali, pittori e letterati, fra i quali si annoverano Elias Canetti, Hermann Broch, Franz Theodor Csokor, Hans Erich Apostel, Herbert Boeckl, Josef Dobrowsky e Georg Merkel, Carry Hauser, Alban Berg, Robert Musil e Franz Ullmann.